# Ciudad Ho Chi Minh
Ciudad Ho Chi Minh (en vietnamita: Thành phố Hồ Chí Minhⓘ), comúnmente conocida también como Saigón (en vietnamita, Sài Gòn), es la ciudad más poblada de Vietnam. Situada al oeste de la desembocadura del río Saigón y al norte del delta del río Mekong. Antes de Saigón, recibía el nombre de Preah Nokor y estaba habitada por chams y jemeres, hasta que los vietnamitas comenzaron a asentarse en la zona durante el siglo XVII. 
Bajo el nombre de Saigón fue la capital de la colonia francesa de Cochinchina y luego pasó a ser la capital de Vietnam del Sur después del fin de la guerra, entre 1955 y 1975. En 1975 la ciudad de Saigón fue unida a la provincia circundante de Gia Định y se le dio el nombre actual de Ciudad Hồ Chí Minh, aunque aquel continúa siendo utilizado de manera popular.
La ciudad está a 60 kilómetros del mar de China Meridional, a 1760 kilómetros al sur de Hanói, la capital del país, y a menos de 300 kilómetros al sureste de Nom Pen, la capital de Camboya.
El área metropolitana consiste además de la propia Ciudad Ho Chi Minh en las poblaciones de Thủ Dầu Một, Di An, Bien Hoa y numerosas poblaciones vecinas, lo que suma una población total de 14 000 000 de personas. Es así una de las metrópolis más grandes del Sudeste Asiático.

## Toponimia

### Prey Nokor
Dado que el territorio de la actual ciudad era parte del reino jemer, su nombre original era Prey Nokor en jemer (Prey significa 'selva' o 'bosque' y Nokor se traduce 'ciudad, imperio'), es decir, la Ciudad de la Selva. El nombre Prey Nokor continúa siendo utilizado por muchos camboyanos y la etnia jemer minoritaria en el sur de Vietnam.

### Sài Gòn

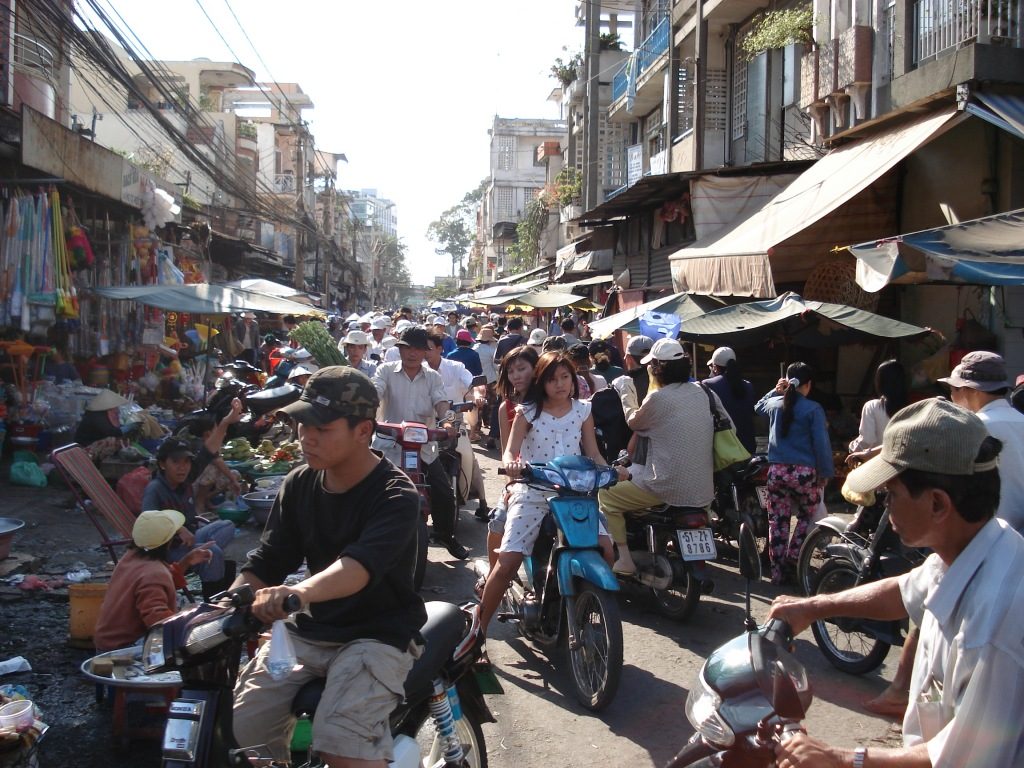
Mercado popular en la calle Chau Van Diep. Foto del 2007

Al pasar el territorio a manos vietnamitas, el nombre que estos le dieron fue el de Sài Gòn, cuya etimología se discute. Sin embargo, antes de la colonización francesa, la ciudad se conocía como Gia Định (chu nom: 嘉定), pero en 1862 la administración francesa estableció como único nombre el de Saigón.
Existen varias teorías del origen del nombre, pero la más aceptada es la que tiene un origen chino. Se dice que Sài es la palabra china 柴 (en chino mandarín se pronuncia  [chái]) y Gòn es 棍 (pronunciada [gùn]) y que significa 'garrote, palo, bolo' y que dio origen en vietnamita a la palabra bông gòn 'palo de algodón', que terminó por abreviarse como gòn. Como los camboyanos tenían en Prey Nokor plantaciones de algodón, se ve esta como el origen del nombre. Hay otra teoría que afirma que Sài Gòn deriva del jemer Prey Nokor, con menos pruebas.

## Historia

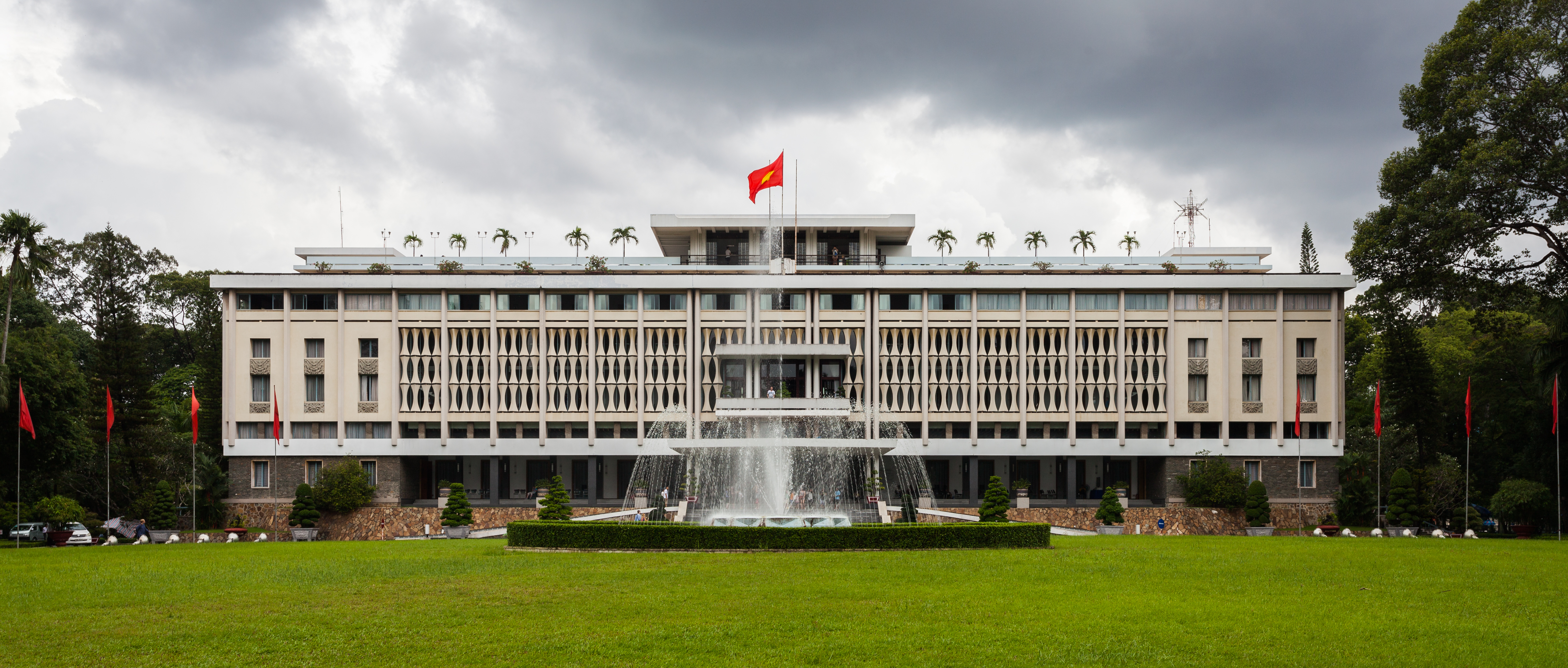
Palacio de la Reunificación. Este fue en realidad la Casa de Gobierno del Presidente de Vietnam del Sur. En 1975 pasó a ser símbolo de la reunificación de Vietnam. Se trata de un edificio republicano francés. Sufrió varios bombardeos, siendo el más importante el acaecido en 1962.

La población de lo que hoy es la ciudad de Ho Chi Minh comienza antes de la llegada de los vietnamitas, cuando todo el territorio de lo que hoy es el sur de Vietnam era parte de Camboya. Se trataba del delta del río Mekong, poblado por aldeas pesqueras, pero sin una importancia real para Camboya. El territorio fue donado a los vietnamitas gracias a un intercambio entre el rey de Camboya y el emperador vietnamita: la hija del primero fue dada en matrimonio al segundo, los vietnamitas se comprometieron a llevar a cabo varias obras de infraestructura en Camboya y, a cambio, el rey les donaba dicha provincia. La misma es conocida en Camboya como Kampuchea Krom.
En 1623 el rey Chey Chettha II de Camboya (1618-1628), permitió a los refugiados vietnamitas que huían de la guerra civil Trinh - Nguyen establecerse en Prey Nokor. Dicho acto motivó una gran oleada de migrantes vietnamitas que garantizaron la posesión de la tierra, mientras Camboya se debilitaba con sus constantes guerras con Tailandia. Fue así como Prey Nokor comenzó a ser llamado Sai Gon.
Nguyen Phuc Chu, un noble vietnamita, fue enviado por los líderes Nguyen de Hué para establecer en el lugar una administración vietnamita y desprender la región de la administración jemer. Por esto es considerado el primer líder de la colonización de la ciudad como tal. Construyó además la citadela de Gia Dinh, destruida por los franceses en la gatalla de Chi Hoa.

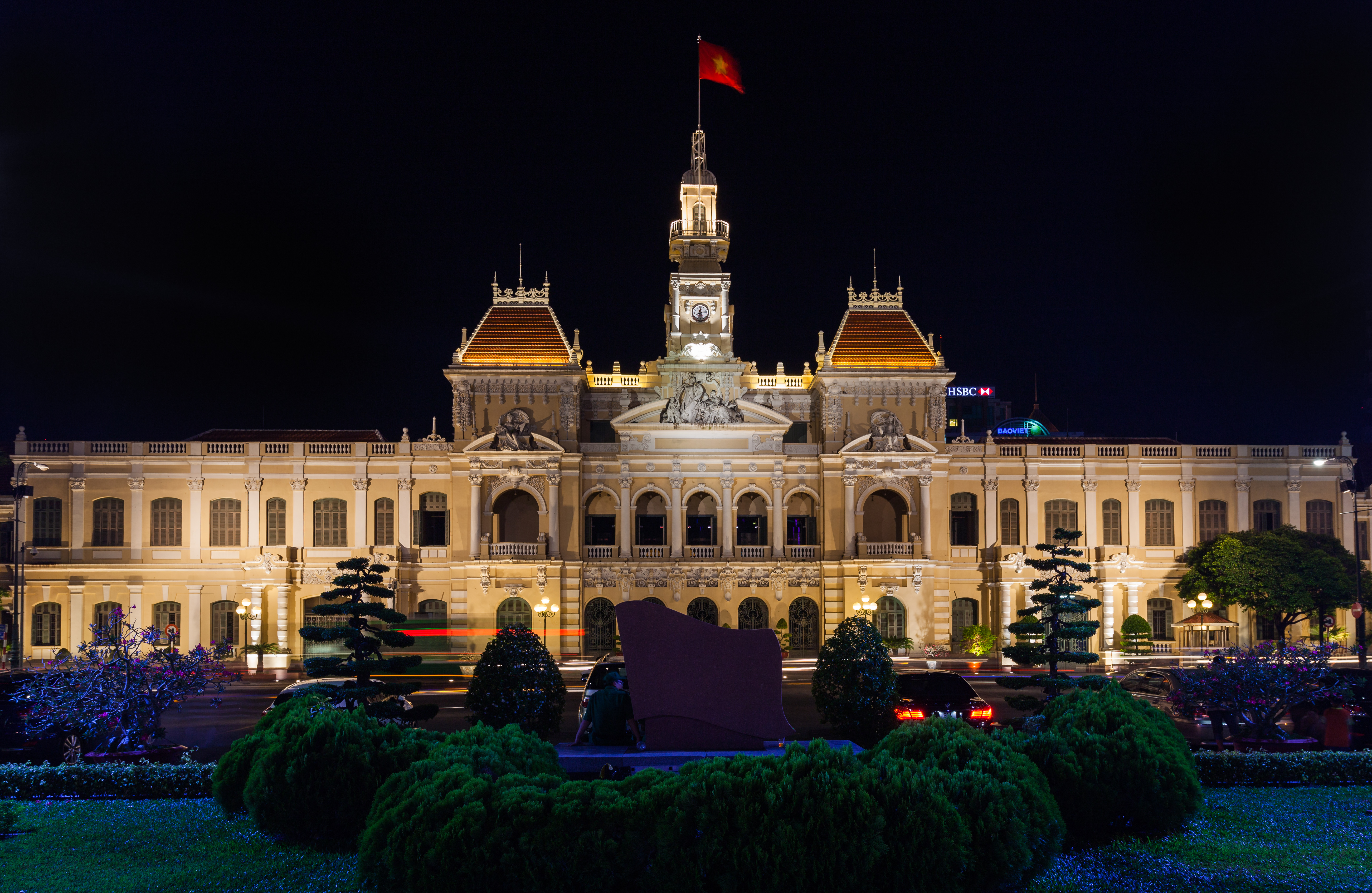
El ayuntamiento de la ciudad de Ho Chi Minh

En 1859 los franceses tomaron la ciudad con ayuda de los españoles al mando del coronel Carlos Palanca y oficializaron el nombre popular de Saigón, punto desde el cual orientaron sus campañas para la conquista de Indochina. Establecida la colonia, Saigón se convirtió en la capital de la colonia francesa. Como tal, los franceses adelantaron una intensa campaña de urbanización con la construcción de numerosos edificios a su estilo, al punto que la ciudad llegó a ser conocida como la «París del Oriente» (Paris Phương Đông) o la «Perla del Lejano Oriente» (Hòn ngọc Viễn Đông). Durante la Segunda Guerra Mundial la ciudad fue ocupada por el Ejército Imperial Japonés, al igual que el resto de la Indochina francesa.
En 1954 los franceses fueron derrotados en la batalla de Điện Biên Phủ, lo que dio paso a una nueva nación independiente conocida como Vietnam del Sur, cuya capital fue establecida en Saigón. En 1958 se proclamaría la república y se rechazó cualquier tipo de alianza con la Vietnam comunista para dar el poder al emperador Bảo Đại.
Durante la guerra de Vietnam, la ciudad aumentó hasta los 3 millones de habitantes debido a la masiva afluencia de refugiados de las zonas rurales. En 1975, tras la caída de Saigón y el posterior triunfo del norte, la ciudad fue renombrada como Ciudad Ho Chi Minh en memoria del dirigente comunista, aunque sus ciudadanos aún siguen llamándola Saigón.
En 1976 se estableció la unificación de Vietnam bajo poder comunista y la capital permaneció en Hanói, pero la ya entonces llamada Ciudad Ho Chi Minh fue unida a Cholón, la provincia de Gia Ðịnh y dos distritos suburbanos, lo que la convirtió en la ciudad más grande del país.

## Puntos de interés

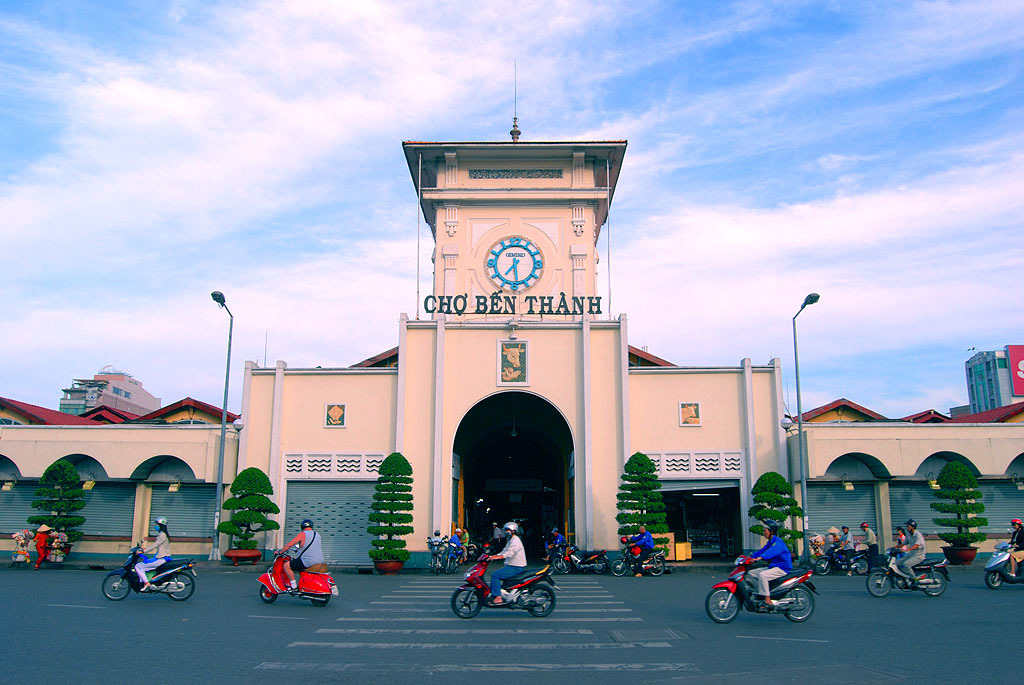
Mercado Ben Thanh, uno de los más antiguos de la ciudad fundado durante el tiempo de la colonia francesa. Célebre por sus ventas tradicionales, comidas y precios populares.

Ho Chi Minh tiene elegantes bulevares e históricos edificios coloniales franceses con el toque oriental que les caracteriza. La estructura más importante de la ciudad es el Palacio de la Reunificación (Dinh Thống Nhất), el mismo que fuera el Palacio de gobierno de Vietnam del Sur, el ayuntamiento (Uy ban Nhan dan Thanh pho), el teatro municipal (Nha hat Thanh pho), la oficina postal (Buu dien Thanh pho), el banco estatal (Ngan hang Nha nuoc), el tribunal popular municipal (Toa an Nhan dan Thanh pho), la Catedral de Notre-Dame (Nhà thờ Đức Bà), y el Sacré Coeur (Nhà chún Lí). Uno de los más antiguos edificios es el Hotel Majestic de estilo francés.
Ciudad Ho Chi Minh tiene museos sobre la historia del país, entre los que destacan el Museo de la Revolución (Bao tang Cach mang), el Museo de los restos de la guerra, el museo municipal, Museo de Historia de Vietnam y muchos otros.
El Palacio de la Ópera al final de Avenida Le Loi y el Museo de la Revolución son lugares turísticos. El jardín zoológico y el parque de diversiones Suoi Tien, además de centenares de parques y centros de ocio. Saigón posee una vida nocturna intensa.

## Geografía y clima
Saigón está en el cruce del paralelo 10°45′ N y del meridiano 106°40′ E, en la región suroriental de Vietnam, a 1.760 kilómetros al sur de Hanói. El promedio de elevaciones es de 19 metros sobre el nivel del mar. El territorio municipal bordea las provincias de Tay Nihn y Binh Duong al norte, Dong Nai y Ba Ria-Vung Tau al oriente, Long An al occidente y el Mar de la China meridional al sur con una costa de 15 kilómetros. El área total de la ciudad es de 2.095 km² (809 millas²), lo que equivale a un 0,63% del territorio nacional de Vietnam y con una extensión que incluye el distrito de Cu Chi a tan solo 20 kilómetros de distancia de la frontera con Camboya. La distancia entre el punto más septentrional de la municipalidad, la comuna Phu My Hung del distrito de Cu Chi a la punta más meridional en la comuna de Long Hoa, del distrito de Can Gio, es de 102 kilómetros (63 millas) y la distancia entre el punto más oriental, Long Binh Ward en el Distrito 9 hasta el punto más occidental en la comuna de Binh Chanh, del distrito de Binh Chanh, es de 47 kilómetros (29 millas).
La ciudad posee un clima tropical con una humedad promedio de 75%. El año se divide en dos estaciones: la época de lluvias con un promedio de pluviosidad de cerca 1800 milímetros anuales, es decir, unos 8,5 por día, que comienza por lo general en el mes de mayo y termina hacia fines de noviembre. La otra estación es la seca que tiene lugar entre diciembre y abril. La temperatura promedio es 36 °C (102 °F) siendo la máxima temperatura registrada en 46 °C (120 °F) hacia el mes de abril y la temperatura más fría durante la temporada de lluvias en 10 °C (50 °F) hacia principios de diciembre.
| Parámetros climáticos promedio de Ho Chi Minh City     | Parámetros climáticos promedio de Ho Chi Minh City | Parámetros climáticos promedio de Ho Chi Minh City | Parámetros climáticos promedio de Ho Chi Minh City | Parámetros climáticos promedio de Ho Chi Minh City | Parámetros climáticos promedio de Ho Chi Minh City | Parámetros climáticos promedio de Ho Chi Minh City | Parámetros climáticos promedio de Ho Chi Minh City | Parámetros climáticos promedio de Ho Chi Minh City | Parámetros climáticos promedio de Ho Chi Minh City | Parámetros climáticos promedio de Ho Chi Minh City | Parámetros climáticos promedio de Ho Chi Minh City | Parámetros climáticos promedio de Ho Chi Minh City | Parámetros climáticos promedio de Ho Chi Minh City |
| Mes                                                    | Ene.                                               | Feb.                                               | Mar.                                               | Abr.                                               | May.                                               | Jun.                                               | Jul.                                               | Ago.                                               | Sep.                                               | Oct.                                               | Nov.                                               | Dic.                                               | Anual                                              |
| ------------------------------------------------------ | -------------------------------------------------- | -------------------------------------------------- | -------------------------------------------------- | -------------------------------------------------- | -------------------------------------------------- | -------------------------------------------------- | -------------------------------------------------- | -------------------------------------------------- | -------------------------------------------------- | -------------------------------------------------- | -------------------------------------------------- | -------------------------------------------------- | -------------------------------------------------- |
| Temp. máx. abs. (°C)                                   | 38                                                 | 40                                                 | 38                                                 | 38                                                 | 39                                                 | 38                                                 | 41                                                 | 37                                                 | 38                                                 | 38                                                 | 37                                                 | 37                                                 | 41                                                 |
| Temp. máx. media (°C)                                  | 31.6                                               | 32.9                                               | 33.9                                               | 34.6                                               | 34.0                                               | 32.4                                               | 32.0                                               | 31.8                                               | 31.3                                               | 31.2                                               | 31.0                                               | 30.8                                               | 32.3                                               |
| Temp. media (°C)                                       | 26.4                                               | 27.7                                               | 29.2                                               | 30.2                                               | 29.6                                               | 28.5                                               | 28.2                                               | 28.1                                               | 27.9                                               | 27.6                                               | 26.9                                               | 26.1                                               | 28.0                                               |
| Temp. mín. media (°C)                                  | 21.1                                               | 22.5                                               | 24.4                                               | 25.8                                               | 25.2                                               | 24.6                                               | 24.3                                               | 24.3                                               | 24.4                                               | 23.9                                               | 22.8                                               | 21.4                                               | 23.7                                               |
| Temp. mín. abs. (°C)                                   | 13                                                 | 17                                                 | 16                                                 | 17                                                 | 16                                                 | 21                                                 | 17                                                 | 21                                                 | 20                                                 | 20                                                 | 17                                                 | 15                                                 | 13                                                 |
| Lluvias (mm)                                           | 13.8                                               | 4.1                                                | 10.5                                               | 50.4                                               | 218.4                                              | 311.7                                              | 293.7                                              | 269.8                                              | 327.1                                              | 266.7                                              | 116.5                                              | 48.3                                               | 1931                                               |
| Días de lluvias (≥ 1 mm)                               | 2.4                                                | 1.0                                                | 1.9                                                | 5.4                                                | 17.8                                               | 19.0                                               | 22.9                                               | 22.4                                               | 23.1                                               | 20.9                                               | 12.1                                               | 6.7                                                | 155.6                                              |
| Horas de sol                                           | 244.9                                              | 248.6                                              | 272.8                                              | 231.0                                              | 195.3                                              | 171.0                                              | 179.8                                              | 173.6                                              | 162.0                                              | 182.9                                              | 201.0                                              | 223.2                                              | 2486.1                                             |
| Humedad relativa (%)                                   | 69                                                 | 68                                                 | 68                                                 | 70                                                 | 76                                                 | 80                                                 | 80                                                 | 81                                                 | 82                                                 | 83                                                 | 78                                                 | 73                                                 | 75.7                                               |
| Fuente n.º 1: Embajada de Vietnam, Londres 26 Feb 2008 |                                                    |                                                    |                                                    |                                                    |                                                    |                                                    |                                                    |                                                    |                                                    |                                                    |                                                    |                                                    |                                                    |
| Fuente n.º 2: (sunshine hours only)                    |                                                    |                                                    |                                                    |                                                    |                                                    |                                                    |                                                    |                                                    |                                                    |                                                    |                                                    |                                                    |                                                    |

## Gobierno
Ciudad Ho Chi Minh es un municipio que goza del mismo estatus que una provincia, con un Ayuntamiento del Pueblo. Está dividida en 22 distritos, 5 de ellos rurales. De los urbanos sólo 5 tienen nombre: Tan Binh, Binh Thanh, Phu Nhuan, Thu Duc y Go Vap), el resto simplemente tienen asignado un número.
La región se llama Ninh Thuan. La capital de esta región se llama Phan Rang, y el pueblo está situado unos 50 km río arriba desde Phan Rang (río que atraviesa la región por Phan Rang). Otros pueblos próximos son Hoyien (o hogin) Dalar, entre la capital y el pueblo. El pueblo donde residen es Goden.

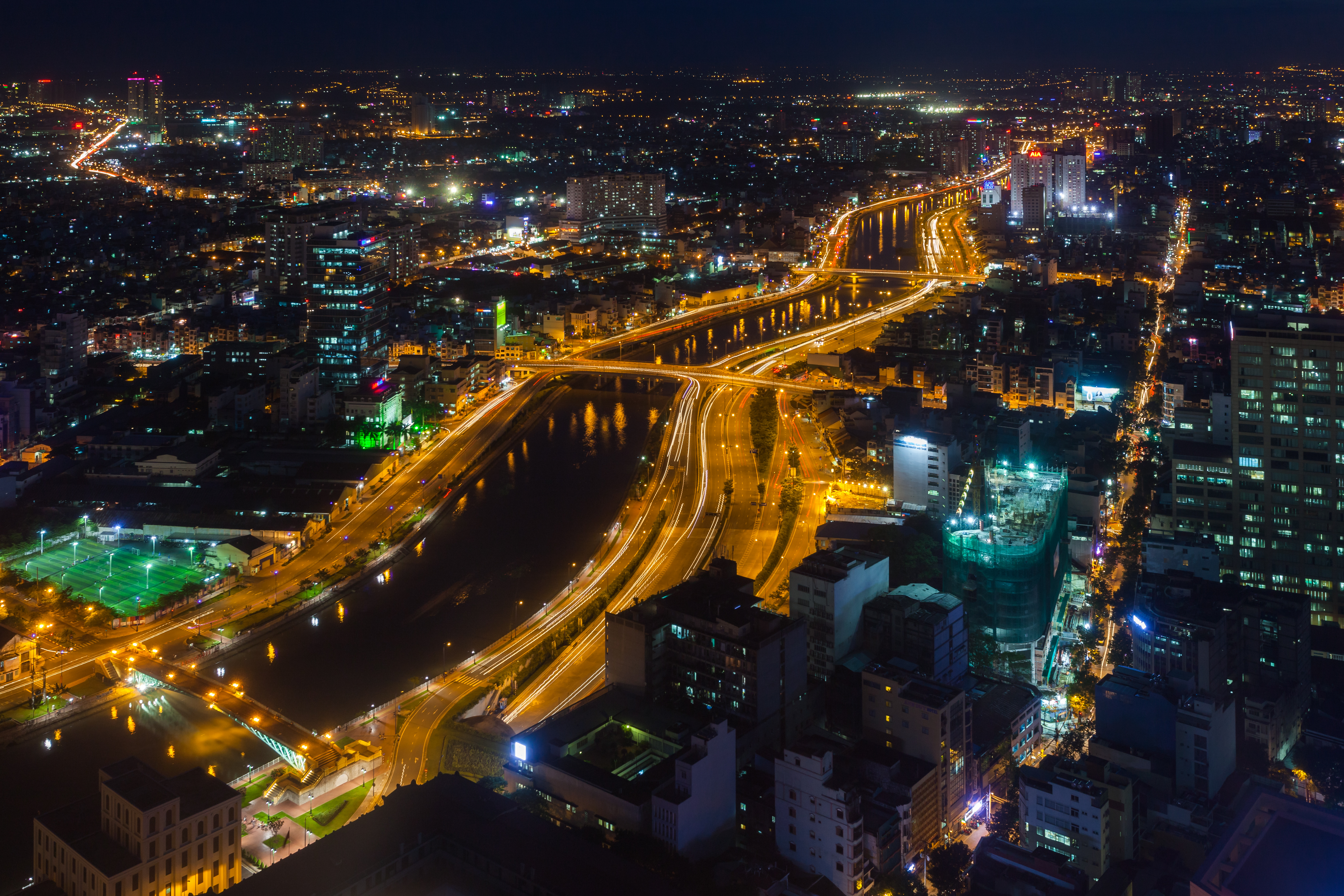
Vista nocturna de la ciudad desde el Bitexco Financial Tower.

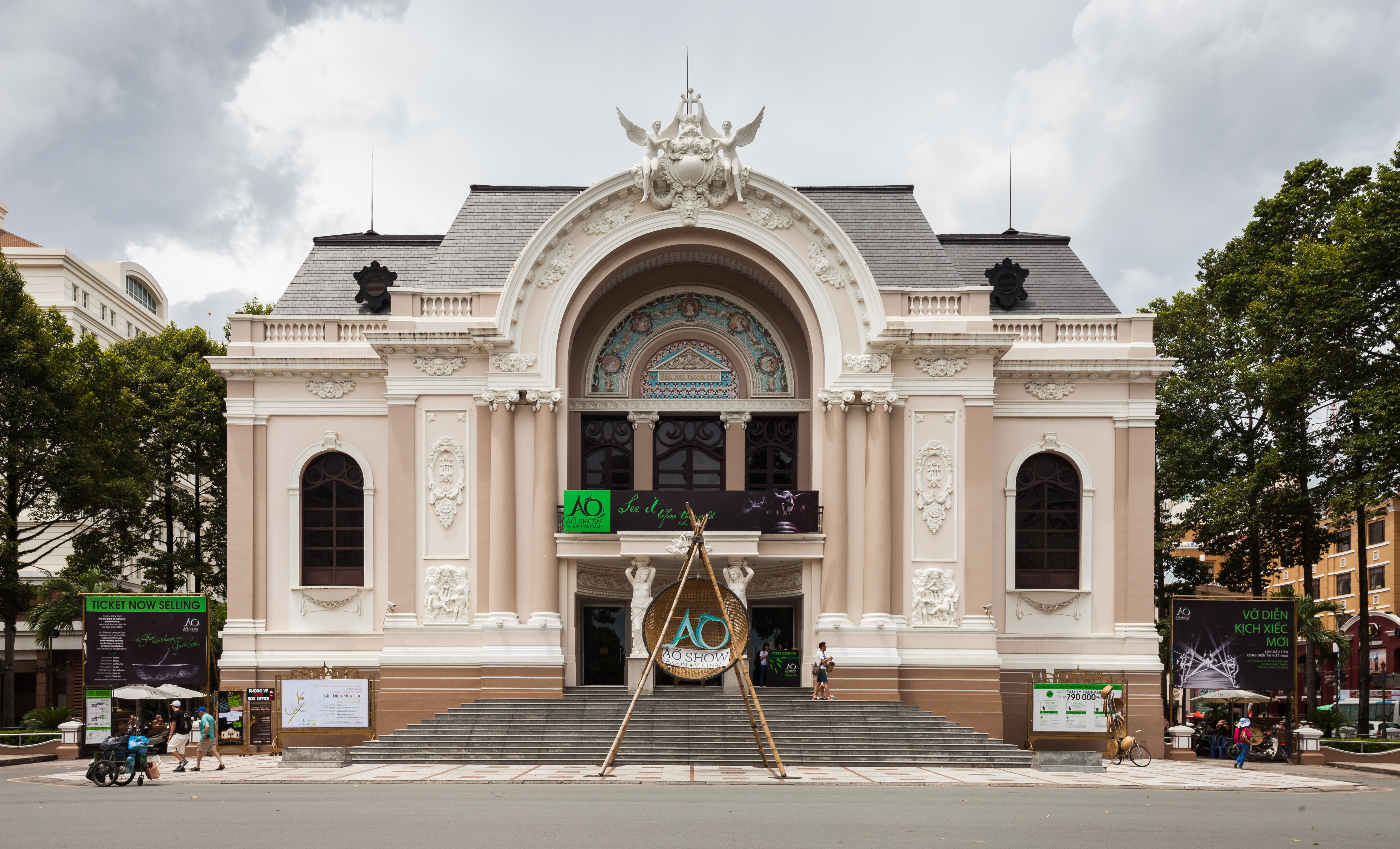
El Teatro de la Ópera en Ciudad Ho Chi Minh.

## Sistema político y administrativo

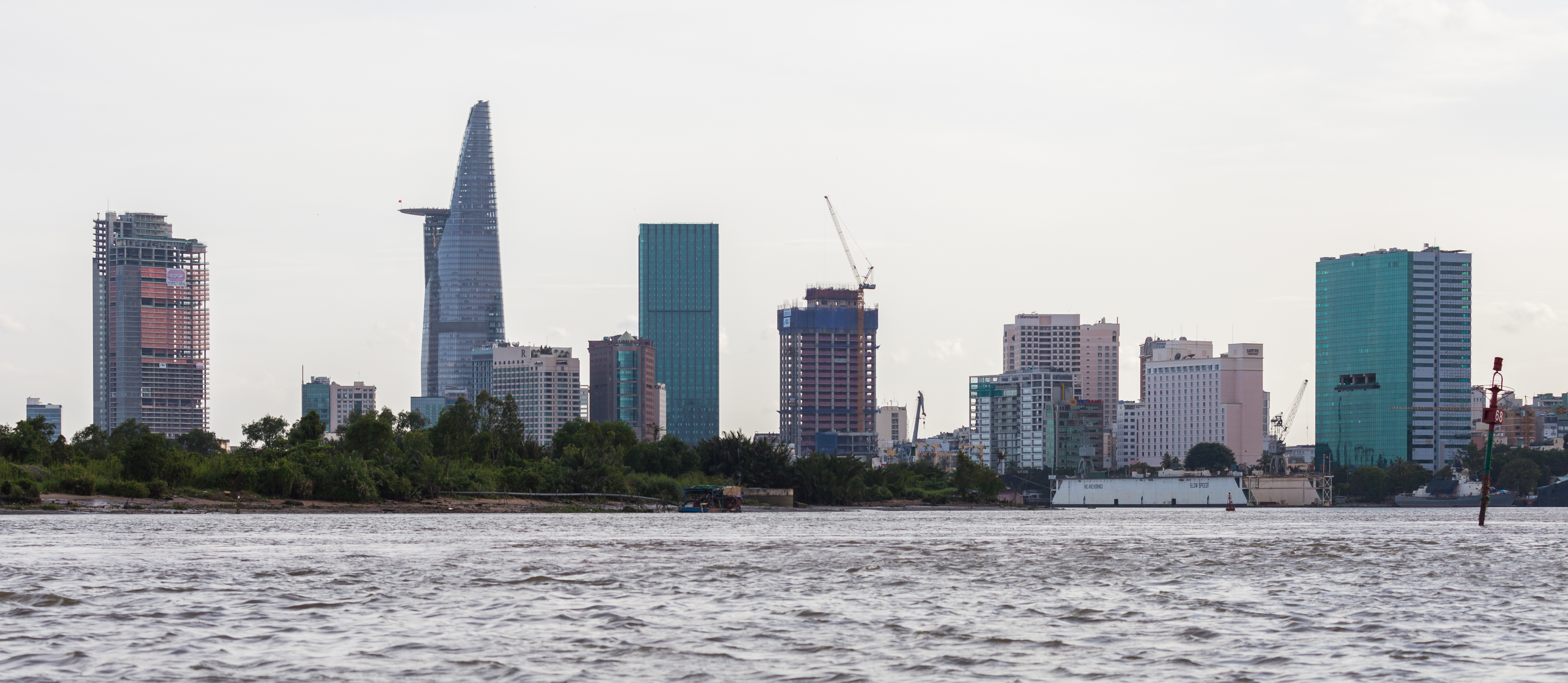
Aspecto de una parte del centro de la ciudad (Distrito 1) visto desde el río Saigón.

Ho Chi Minh como municipio tiene el mismo nivel de provincia. Como tal tiene por lo tanto el mismo sistema político y administrativo de una provincia vietnamita con un Consejo Popular de 95 diputados elegidos democráticamente y el Comité del Pueblo con 13 miembros escogidos por el Consejo Popular, ambas entidades los principales órganos administrativos de la ciudad. El Presidente del Consejo Popular es el oficial máximo, mientras el presidente del Comité del Pueblo es el máximo ejecutivo, a diferencia de la figura del alcalde según el esquema seguido en otras ciudades del mundo. El Partido Comunista de Vietnam lidera todas las actividades políticas, económicas y sociales del país, por lo tanto el Secretariado del Partido en la ciudad es en realidad el máximo dirigente en el lugar.
La municipalidad fue dividida en 24 regiones administrativas desde diciembre de 2003. Cuatro de ellas con un área de 1.601 km² forman parte de distritos suburbanos ("Huyện" en vietnamita), lo que cubre las periferias semiurbanas alrededor de la ciudad con los límites municipales. Estos distritos son Nhà Bè, Cần Giờ, Hóc Môn, Củ Chi y Bình Chánh. Las otras 19 divisiones con un área de 494 km² se encuentran dentro de la zona estrictamente urbana entre los cuales los siguientes 7 distritos ("Quận") tienen nombre: Tân Bình, Bình Thạnh, Phú Nhuận, Thủ Đức, Bình Tân, Tân Phú y Gò Vấp. Los restantes distritos no tienen nombre, sino que se distinguen por números de uno a doce. Cada distrito a su vez está dividido en barrios ("Phường"), mientras que los distritos suburbanos se dividen en comunas y pueblos ("Xã" y "Thị trấn" respectivamente). Desde diciembre de 2005 la ciudad de Ho Chi MInh tiene 259 barrios, 58 comunas y 5 pueblos.
| Lista de las unidades administrativas de Saigón | Lista de las unidades administrativas de Saigón | Lista de las unidades administrativas de Saigón | Lista de las unidades administrativas de Saigón   | Lista de las unidades administrativas de Saigón | Lista de las unidades administrativas de Saigón |
| Nombre del distrito (desde diciembre de 2003)   | Subdivisión (desde diciembre de 2006)           | Área (km²) (desde diciembre de 2006)            | Población según el censo del 1 de octubre de 2011 | Población a mediados de 2012                    | Población a mediados de 2013                    |
| ----------------------------------------------- | ----------------------------------------------- | ----------------------------------------------- | ------------------------------------------------- | ----------------------------------------------- | ----------------------------------------------- |
| Distritos centrales:                            |                                                 |                                                 |                                                   |                                                 |                                                 |
| Distrito 1                                      | 10 barrios                                      | 7,73                                            | 244.501                                           | 260.012                                         | 274.455                                         |
| Distrito 2                                      | 11 barrios                                      | 49,74                                           | 199.920                                           | 201.100                                         | 244.099                                         |
| Distrito 3                                      | 14 barrios                                      | 4,92                                            | 260.900                                           | 288.899                                         | 301.001                                         |
| Distrito 4                                      | 15 barrios                                      | 4,18                                            | 255.566                                           | 289.901                                         | 305.662                                         |
| Distrito 5                                      | 15 barrios                                      | 4,27                                            | 201.000                                           | 250.066                                         | 288.700                                         |
| Distrito 6                                      | 14 barrios                                      | 7,19                                            | 298.889                                           | 310.992                                         | 350.600                                         |
| Distrito 7                                      | 10 barrios                                      | 35,69                                           | 233.300                                           | 250.000                                         | 287.000                                         |
| Distrito 8                                      | 16 barrios                                      | 19,18                                           | 401.900                                           | 480.991                                         | 504.001                                         |
| Distrito 9                                      | 13 barrios                                      | 114                                             | 277.880                                           | 302.092                                         | 340.000                                         |
| Distrito 10                                     | 15 barrios                                      | 5,72                                            | 280.000                                           | 301.002                                         | 320.991                                         |
| Distrito 11                                     | 16 barrios                                      | 5,14                                            | 299.900                                           | 306.677                                         | 367.794                                         |
| Distrito 12                                     | 11 barrios                                      | 52,78                                           | 344.455                                           | 380.800                                         | 402.230                                         |
| Distrito Go Vap                                 | 16 barrios                                      | 19,74                                           | 506.677                                           | 580.889                                         | 605.677                                         |
| Distrito Tan Binh                               | 15 barrios                                      | 22,38                                           | 698.899                                           | 750.600                                         | 801.092                                         |
| Distrito Tan Phu                                | 11 barrios                                      | 16,06                                           | 544.400                                           | 590.991                                         | 606.705                                         |
| Distrito Binh Thanh                             | 20 barrios                                      | 20,76                                           | 988.079                                           | 1.033.091                                       | 1.102.990                                       |
| Distrito Phu Nhuan                              | 15 barrios                                      | 4,88                                            | 290.991                                           | 301.800                                         | 307.780                                         |
| Distrito Thu Duc                                | 12 barrios                                      | 47,76                                           | 405.560                                           | 788.994                                         | 900.000                                         |
| Distrito Binh Tan                               | 10 barrios                                      | 51,89                                           | 877.991                                           | 930.093                                         | 1.044.000                                       |
| Total distritos urbanos                         | 259 barrios                                     | 494,01                                          | 7.620.798                                         | 8.598.990                                       | 11.354.767                                      |
| Distritos suburbanos:                           |                                                 |                                                 |                                                   |                                                 |                                                 |
| Distrito Cu Chi                                 | 20 comunas y un pueblo                          | 434,50                                          | 401.000                                           | 420.100                                         | 480.889                                         |
| Distrito Hoc Mon                                | 11 comunas y un pueblo                          | 109,18                                          | 301.033                                           | 320.266                                         | 350.566                                         |
| Distrito Binh Chanh                             | 15 comunas y un pueblo                          | 252,69                                          | 310.122                                           | 340.000                                         | 350.550                                         |
| Distrito Nha Be                                 | 6 comunas y un pueblo                           | 100,41                                          | 101.233                                           | 150.000                                         | 188.088                                         |
| Distrito Can Gio                                | 6 comunas y un pueblo                           | 704,22                                          | 90.000                                            | 101.000                                         | 103.544                                         |
| Total distritos suburbanos                      | 58 comunas y 5 pueblos                          | 1.601                                           | 1.143.388                                         | 1.331.366                                       | 1.473.637                                       |
| Toda la ciudad                                  | 259 barrios, 58 comunas y 5 pueblos             | 2.095,01                                        | 8.764.186                                         | 9.930.356                                       | 12.828.404                                      |

## Demografía

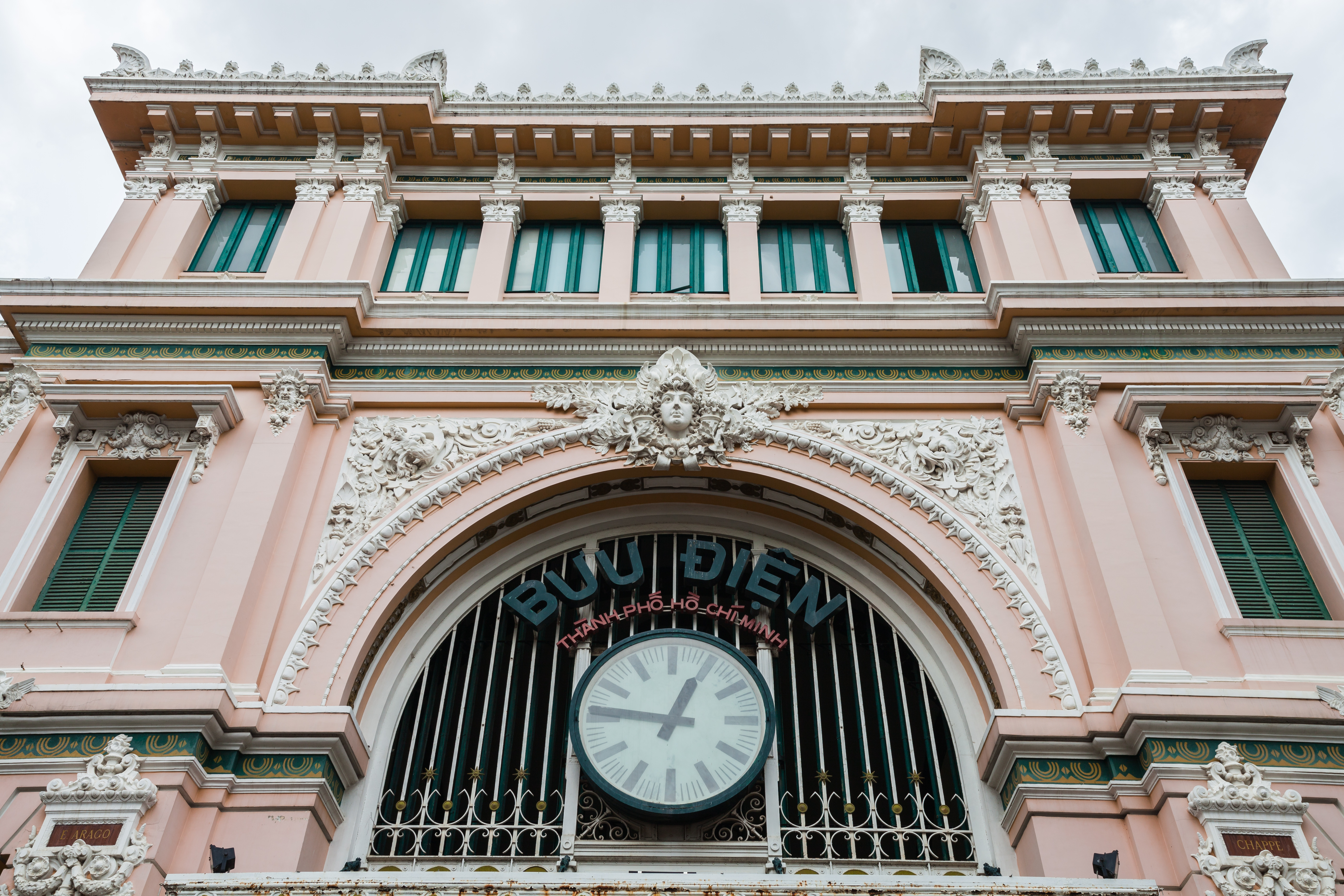
Oficinas centrales del Correo Postal Nacional en la ciudad.

La población de Ho Chi Minh según el censo del 1 de octubre de 2004 era de 6.117.251 de habitantes de los cuales 5.140.412 habitaban los distritos urbanos y 976.839 habitaban los distritos suburbanos. Hacia mediados de 2006 la población de la ciudad era estimada en 6.424.519 habitantes de los cuales 5.387.338 habitaban los distritos urbanos y 1.037.181 los distritos suburbanos. Dicho número hace un 7,4 % de la población total de todo el país y por ende la mayor concentración humana de Vietnam. Como unidad administrativa, su población es también la primera en comparación con las provincias vietnamitas. Como el primer centro comercial e industrial del país, Ho Chi Minh atrae una gran cantidad de emigrantes desde otras provincias vietnamitas, especialmente en recientes años y por lo tanto se presenta un rápido crecimiento poblacional. Entre 1999 y 2004 la ciudad creció en un número de 200.000 personas por año.

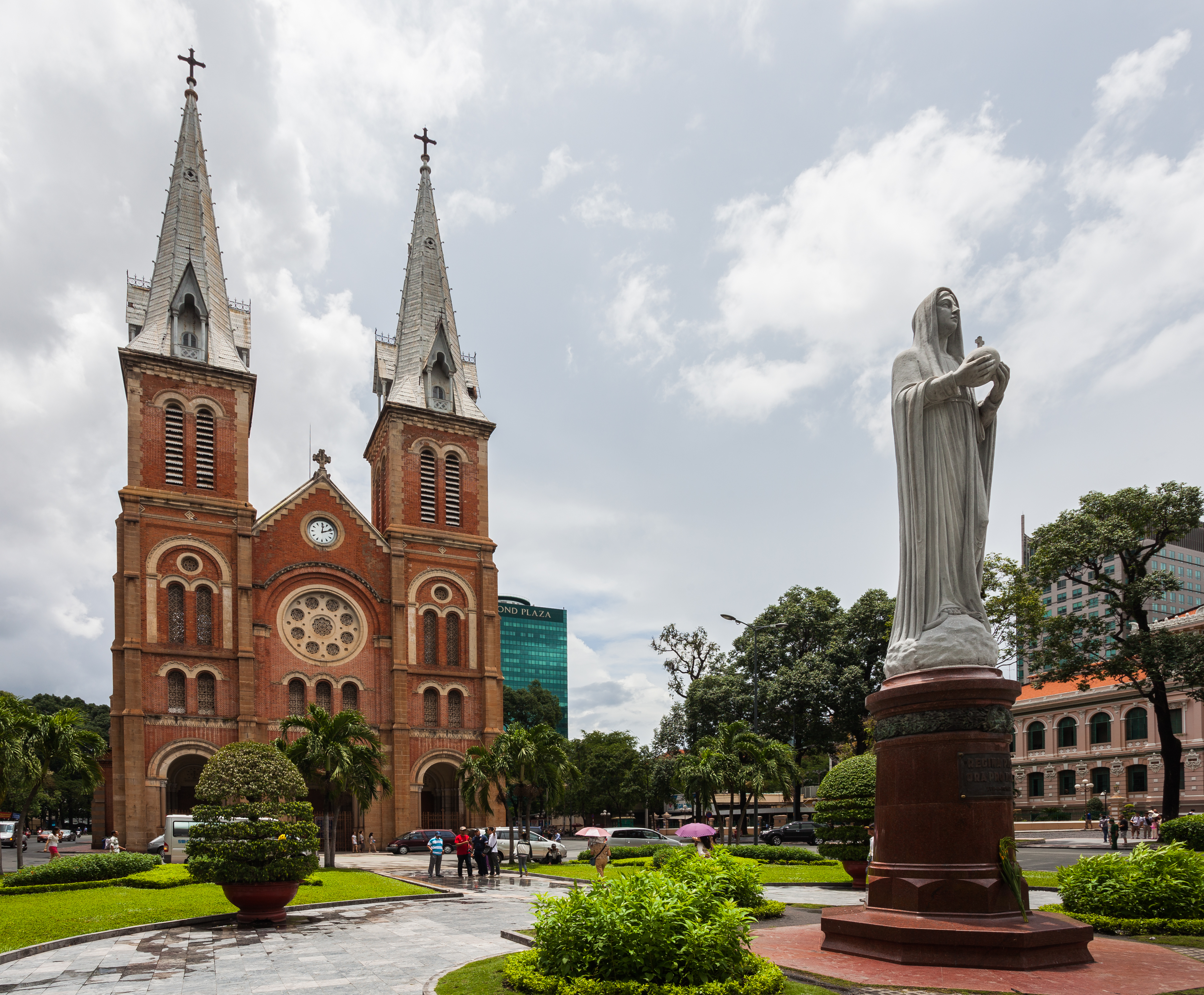
Catedral de Notre Dame.

La mayoría de su población pertenece a la etnia vietnamita (Kinh) que hace el 90 % total. Las etnias minoritarias más importantes son la china (Hoa) con un 8 % y el 2 % restante está conformado por jemeres, cham, nung y rhade. El gentilicio del habitante de Saigón en vietnamita es "dân Sài Gòn", "Saigonnais" en francés, "Saigonese" en inglés y "Saigonés" en castellano.
Los vietnamitas de Saigón hablan el idioma con el acento de la provincia de origen por lo cual pueden reconocerse entre sus connacionales, mientras las minorías étnicas hablan los idiomas que le son propios como el chino y sus diferentes dialectos, el jemer y otros. El idioma francés se sigue promoviendo, pero el aumento de la afluencia turística en los últimos años le ha abierto las puertas al inglés. Es muy fácil encontrar guías turísticas que hablen castellano y tailandés.
La religión es un aspecto primordial en la ciudad con la presencia de numerosos grupos y sectas religiosas, muchas de ellas producto de un sincretismo religioso. El 80 % de la población práctica religiones como el budismo, el taoísmo, el confucianismo y el animismo. El otro grupo religioso agrupa un 13 % de los cuales un 11 % de los saigoneses son católicos y un 2 % protestantes. Un tercer grupo constituye el 2 % de practicantes de religiones como el Cao Dai, Hoa Hao, Islam, hinduismo y Bahá'í 2 %. Por último el 5 % restante se declara no confesional.

## Economía
La ciudad de Ho Chi Minh es el principal centro industrial y económico de Vietnam de acuerdo a los números de su crecimiento. Unas 300 000 empresas que incluyen grandes compañías están involucradas en alta tecnología, electrónica y procesos industriales. También se destaca en la fabricación de materiales para la construcción y maquinaria agrícola. La ciudad ha generado un alto proceso de inversión nacional y extranjera. El total de inversión privada en la ciudad se calcula en 160 000 billones de dongs (aprox. 10 000 millones de dólares USD) con unas 18.500 nuevas industrias en los últimos tiempos. Las inversiones se centran especialmente en alta tecnología y servicios, así como proyectos en bienes raíces. En la actualidad la ciudad cuenta con 15 parques industriales y zonas francas aparte del célebre parque del software Quang Trung y el parque de alta tecnología de Saigón.

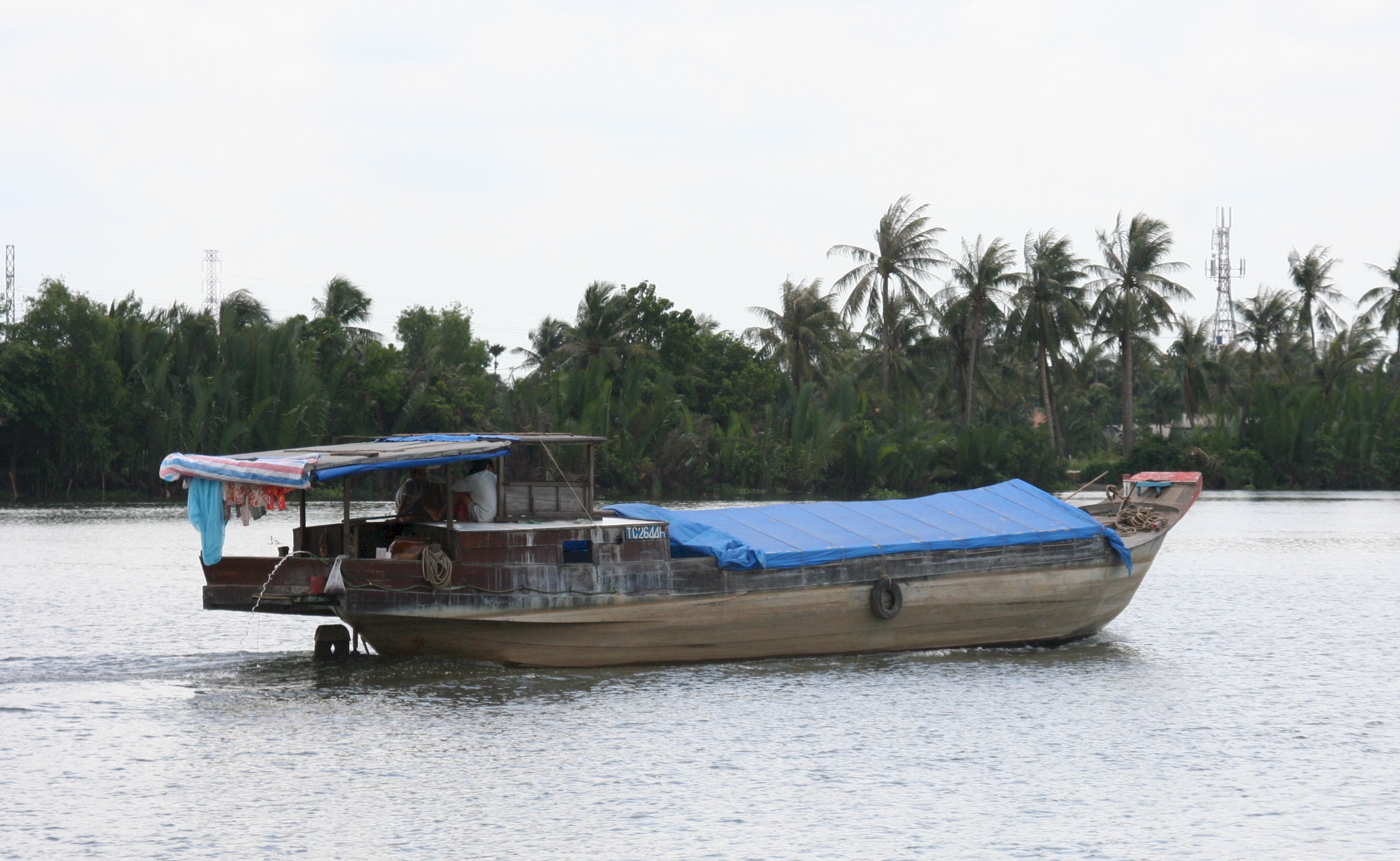
Un bote en el Delta del Mekong.

Intel invirtió cerca de 1000 millones de dólares (USD) en una fábrica en la ciudad. Existen 171 mercados a gran y mediana escala, numerosas cadenas de supermercados, docenas de centros comerciales y modernos centros de la moda y la belleza. La ciudad está desarrollando además las modernas plazas de mercado. Más de 50 bancos con numerosas sucursales y cerca de 20 compañías de seguro tienen su sede en Ho Chi Ming. La primera bolsa de valores de la ciudad fue abierta en 2001 y en la actualidad tiene gran relevancia en el mercado asiático.

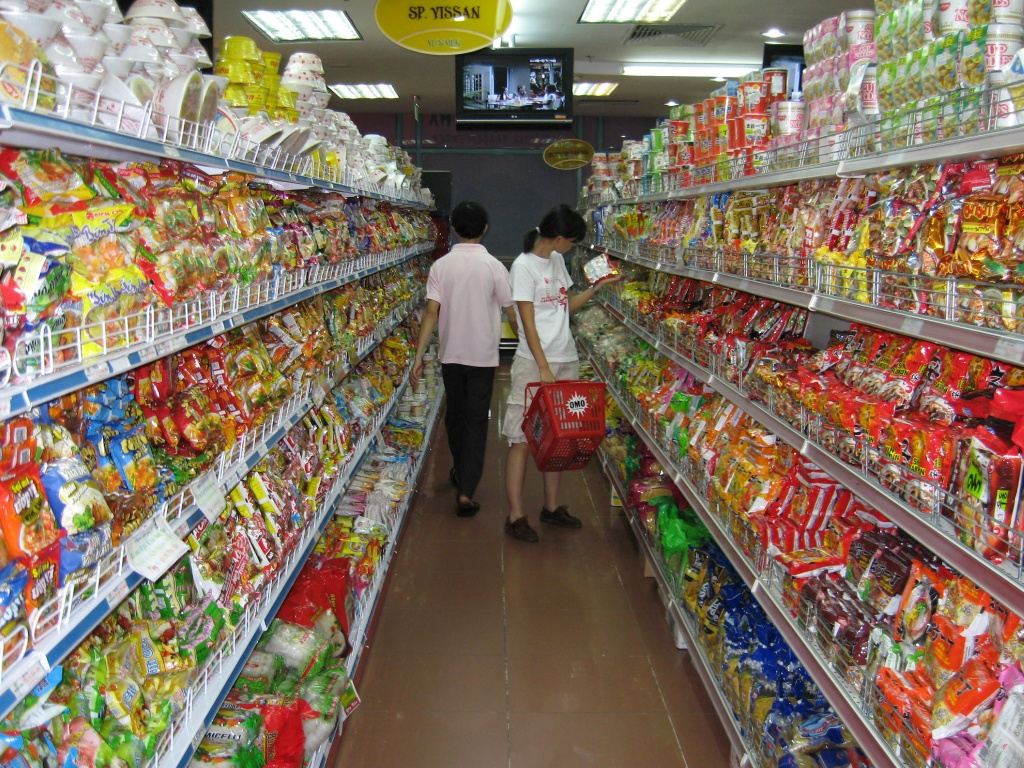
Un supermercado de la ciudad.

En 2007 el PIB de la ciudad estaba estimado en 14.300 millones de dólares (USD) en un 2.180 USD per cápita, hasta 12,6% en 2006 y contando el 20% del PIB total del país. El poder paritario de compra obtuvo un valor de 71.500 millones USD con un 10.870 USD per cápita, es decir, aproximadamente tres veces más alto que el valor global equivalente del país. El valor del producto industrial fue de 6.400 millones USD equivalentes a un 30% del total del producto nacional. El factor exportaciones - importaciones a través de los puertos de la ciudad alcanzó los 36.000 millones de USD que representa el 40% del total nacional de los cuales las ganancias de exportación indicaron los 36.000 millones USD para un total de un 40% del total de exportaciones nacionales. En 2007 la ciudad aportó a Vietnam un total de ganancias en el presupuesto nacional de 20,5% del total del país.
Los puertos de la ciudad cuentan con un total de 50,5 millones de toneladas métricas de carga en transporte, lo que representa una tercera parte del total nacional.

## Educación

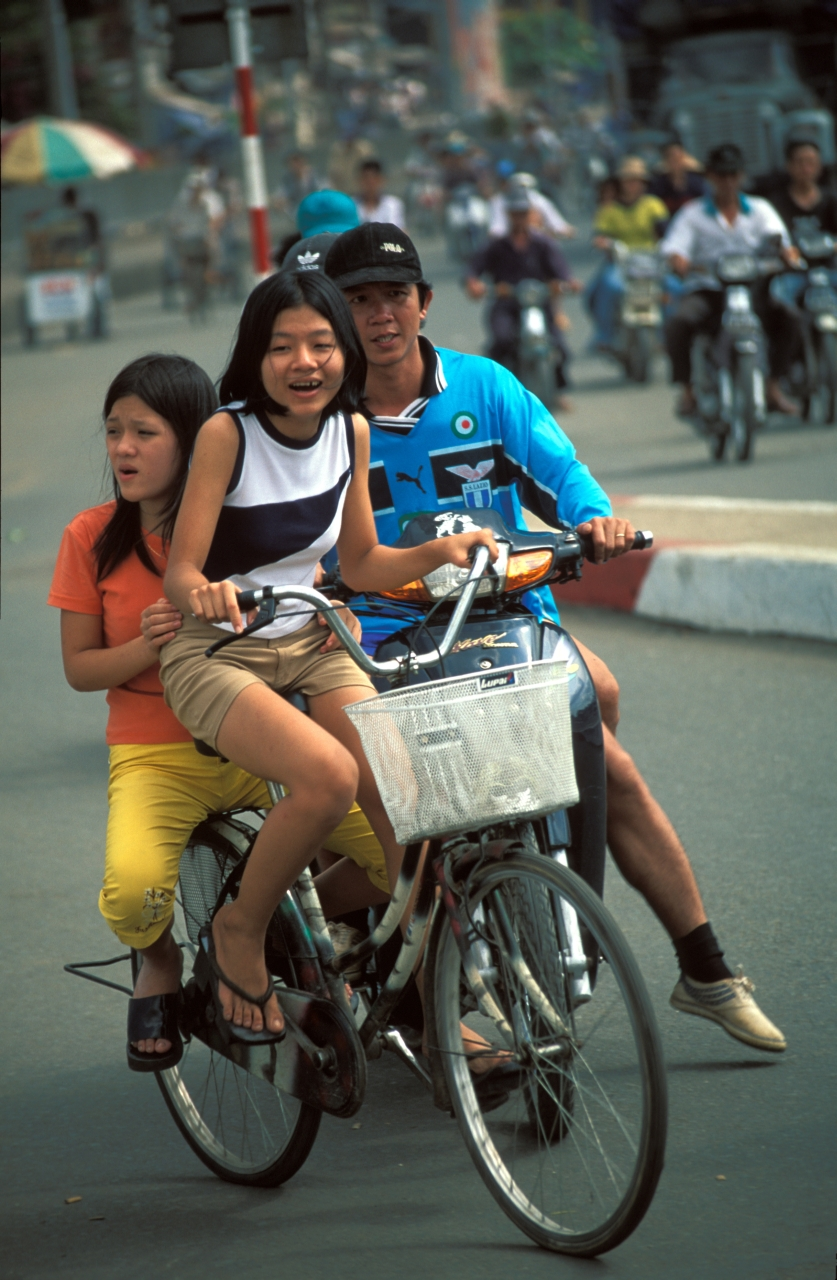
Habitantes de Ho Chi Minh.

La cobertura educativa en la ciudad es considerablemente alta con un total de 76 universidades y escuelas superiores que hacen un número total de 380 000 estudiantes. El centro universitario más importantes es la Universidad Nacional de Vietnam, sede Ciudad Ho Chi Minh que es la más importante del sur del país y que agrupa otras seis universidades a esta asociadas: la Universidad de Ciencias Naturales (anteriormente llamada Colegio de Ciencias de Saigón); la Universidad de Ciencias Sociales (anterior Colegio de Ciencias de Saigón); la Universidad de Ciencias Sociales y Humanidades (anterior Colegio de Letras de Saigón); la Universidad de Tecnología (anteriormente el Instituto Nacional de Tecnología Phu Tho); la Universidad Internacional; la Facultad de Economía y la recientemente creada Universidad de Información Tecnológica.
Otros centros de educación de relevancia incluyen la Universidad de Pedagogía de Ho Chi Minh, la Universidad de Economía, la Universidad de Arquitectura, la Universidad de Medicina y Farmacéutica, la Universidad Nong Lam (anterior Universidad de Agricultura y Selvicultura), la Universidad de Derecho, la Universidad de Educación Técnica, la Universidad Financiera, la Universidad de Transporte, la Universidad Industrial, la Universidad Abierta, la Universidad de Deportes y Educación Física, la Universidad de Bellas Artes, la Universidad de Cultura, el Conservatorio de Música y el Instituto de Tecnología. También existe una universidad extranjera presente en la ciudad y la única del país, el Real Instituto de Tecnología de Melbourne, fundado en 2002 y que cuenta con dos mil estudiantes. Numerosas escuelas de inglés tienen su asiento en Ho Chi Minh.

## Salud pública

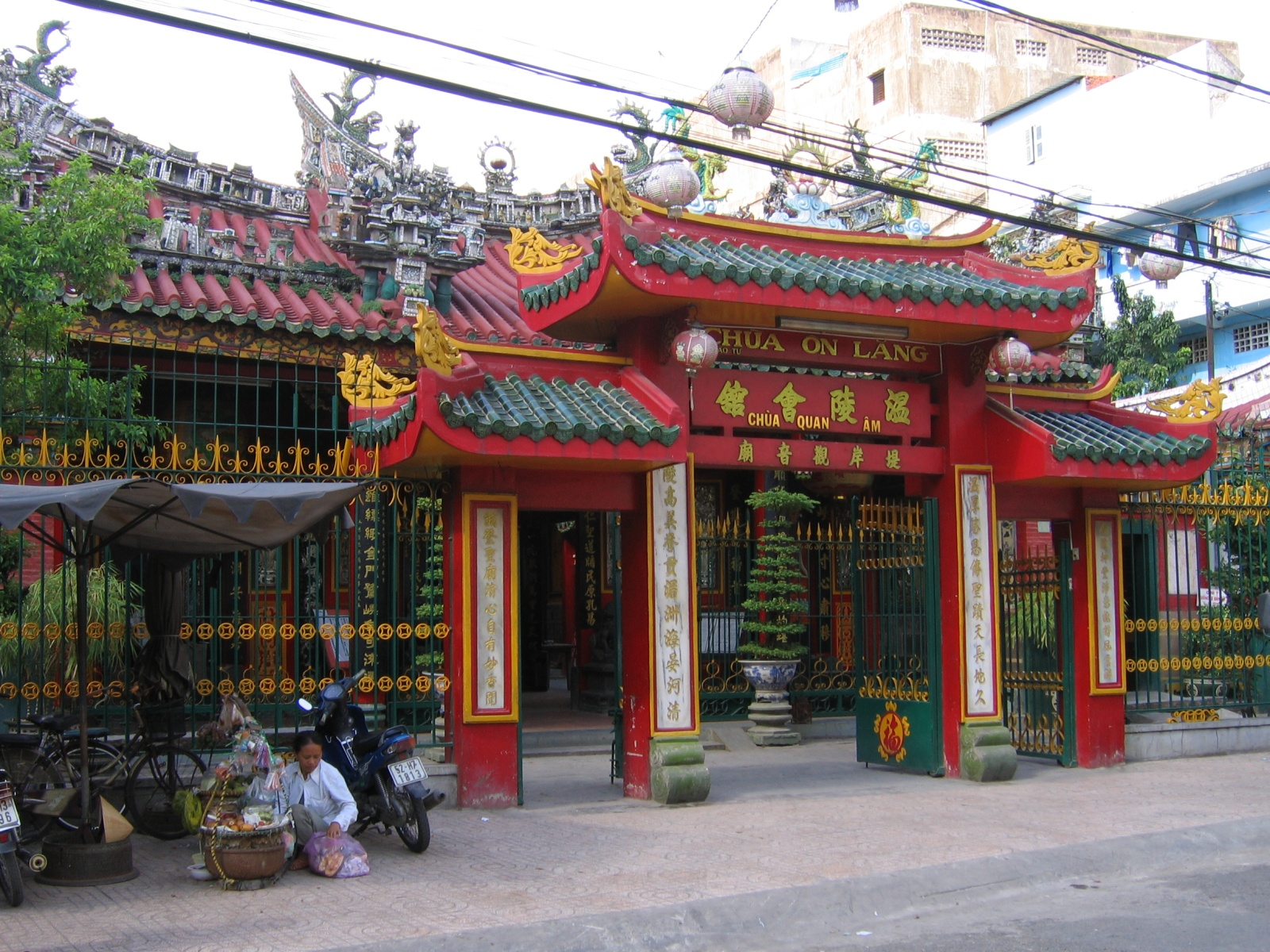
Una de las muchas pagodas budistas de la ciudad.

El sistema de salud pública de la ciudad es relativamente desarrollado con una cadena de cerca de 105 hospitales y centros de salud públicos y una docena de clínicas privadas. El Hospital Chợ Rẫy, con 1600 camas, fue actualizado con tecnología japonesa y el patrocinio del Instituto de Cardiología de Francia para convertirse en uno de los más modernos en la península Indochina. El Centro Médico de Diagnosis Hoa Hao y el Hospital FV han atraído recientemente muchos clientes nacionales y extranjeros por su alto grado de tecnificación. Pacientes vienen de diferentes provincias vietnamitas y camboyanas. El Hospital Cho Ray, por su parte, es el más grande y el que cumple los mejores estándares internacionales.

## Transporte

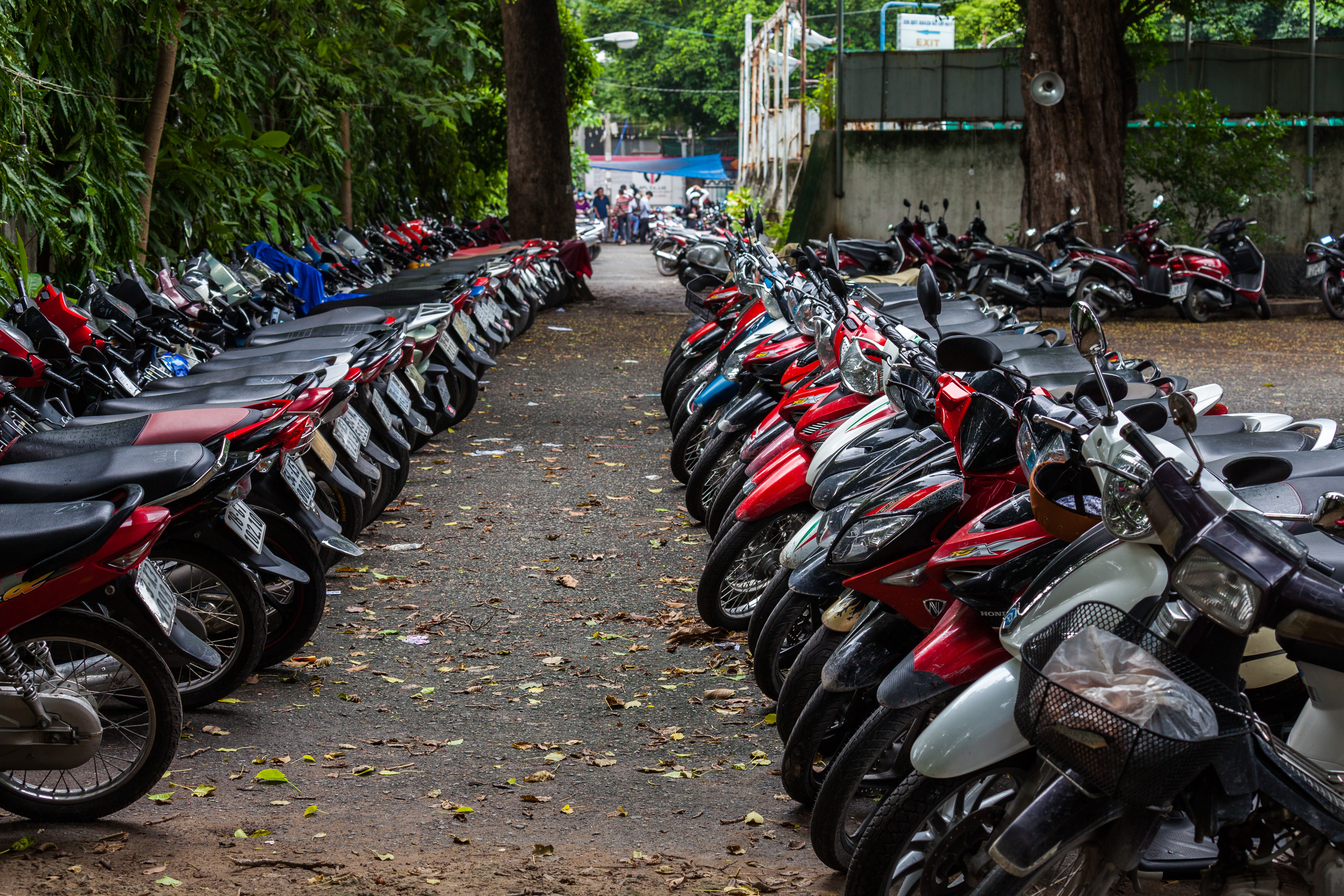
Las motos son el principal medio de transporte.

El Aeropuerto Internacional Son Nhat, un aeropuerto civil y militar, que se encuentra localizado a 6 kilómetros al norte del centro de la ciudad (Distrito 1). Taxis y buses prestan servicios regulares hacia y desde el aeropuerto, así como en los diferentes distritos. El incremento en el número de visitantes a la ciudad de Ho Chi Minh ha hecho que el gobierno piense en un nuevo proyecto aeroportuario para la ciudad: el nuevo aeropuerto estará situado en el corregimiento de Long Thang, en la provincia de Dong Nai, a 40 kilómetros al noreste de la ciudad, un poco lejos del centro.
El sistema de carreteras de la ciudad es aceptable, aunque muchas de las vías se ven deterioradas por baches. En algunos casos las carreteras están sin pavimentar. Como único sistema público de transporte se cuentan los buses, pero la ciudad está financiando un proyecto de metro que estaría listo para el 2020.

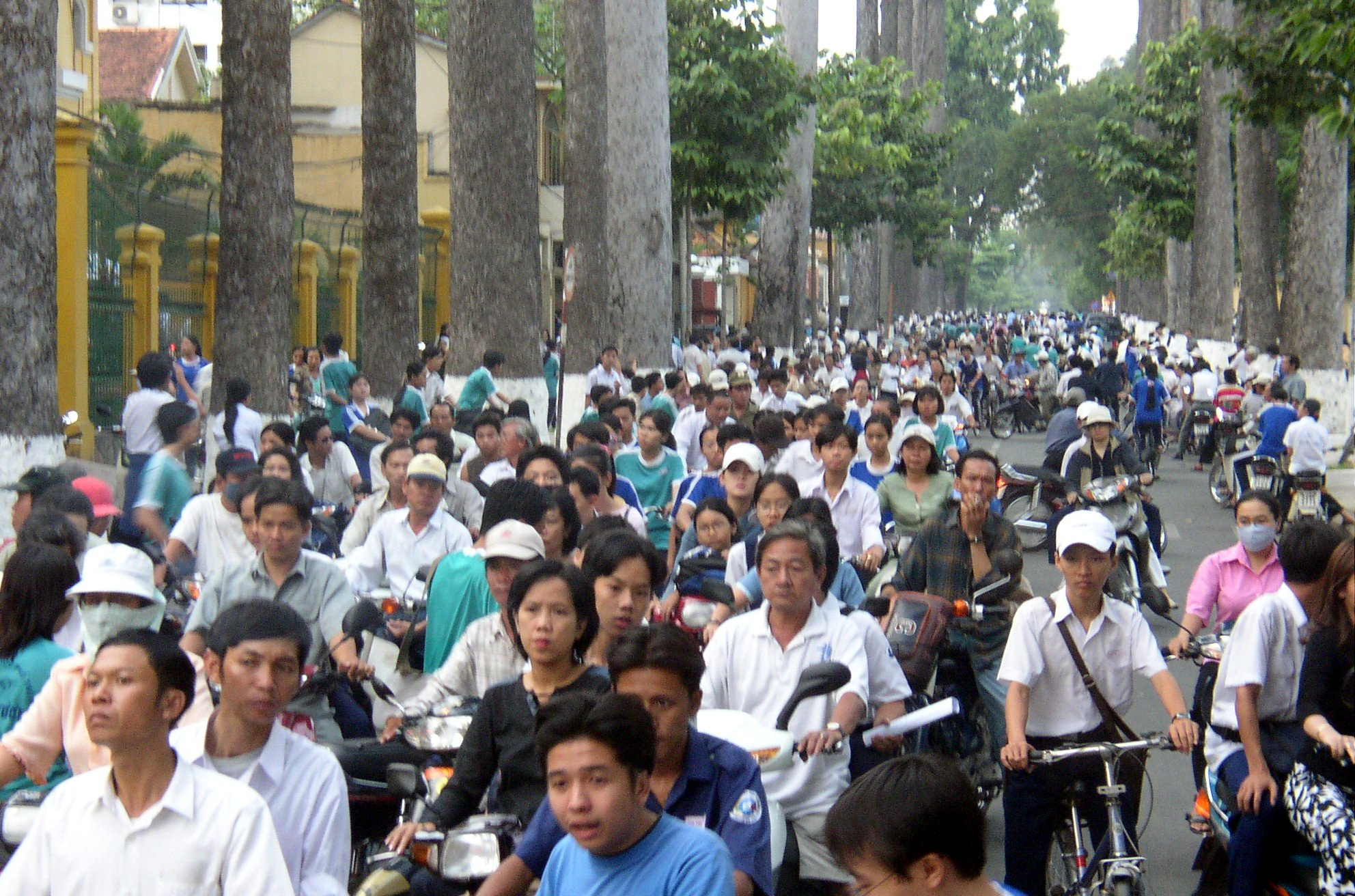
"La capital mundial de las motos".

La ciudad es también célebre por su gran número de motocicletas que se estiman en cerca de 7 millones de ellas. Se calcula un número de 500 000 coches, lo que produce numerosas congestiones y aumenta los problemas de contaminación ambiental. Si la ciudad de Pekín ha sido llamada la capital de las bicicletas, Ho Chi Minh es la de las motos. A pesar de todo ello, los conductores son muy cuidadosos con los peatones.
Desde Ho Chi Minh parte la Autopista Sur-Norte de Vietnam que conduce a la ciudad de Hanói y a la frontera con China. También desde allí parte al occidente la Autopista que va a Camboya y a Tailandia. Existen numerosas compañías de buses internacionales que hacen recorridos como Ho Chi Minh - Nom Pen - Bangkok.

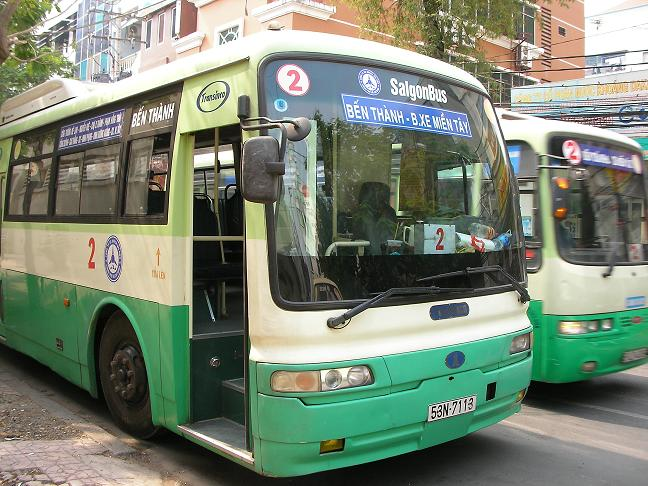
Un autobús de Ciudad Ho Chi Mihh, cuyo trayecto solo cuesta tres mil dongs.

Dado que la ciudad está localizada en el Delta del Mekong, existen varios puertos fluviales y marítimos de importancia como el Puerto Saigón, Puerto Nuevo, Puerto Ben Nghe y el Puerto VICT. Ellos hacen el 40% de importaciones-exportaciones de Vietnam.
Las carreteras que parten de Ciudad Ho Chi Minh son las siguientes:
- Autopistas nacionales 14 y 20: Hacia las montañas centrales del país.
- Autopista nacional 1: Hacia la costa central de Vietnam.
- Autopista 1 y 50: Hacia el Delta del Mekong (hacia Camboya).

## Medios de comunicación, cultura y entretenimiento

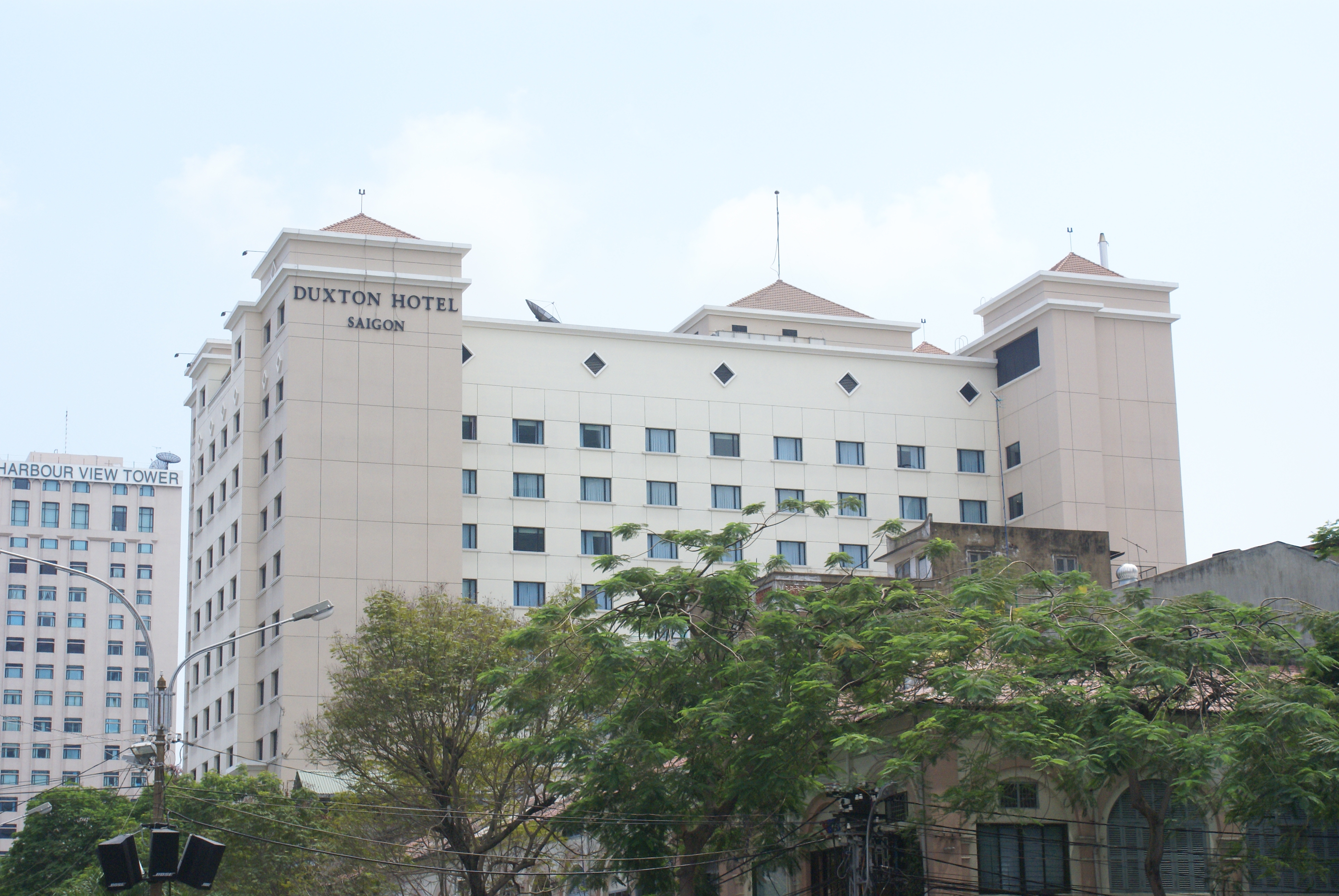
Uno de los muchos hoteles de la ciudad.

Los medios de comunicación social en Ho Chi Minh son los más desarrollados de todo el país. En la actualidad la ciudad cuenta con seis periódicos diarios: Sai Gon Giai Phong (Saigon Liberada) y su edición semanaria con patrocinio de capital chino, Tuoi Tre (Juventud); Nguoi Lao Dong (Obrero); Thao (Deportes); Phap Luat (Leyes) y el Saigon Times Daily, un diario económico en inglés, más otros 30 periódicos y revistas. Televisión HCMC (HTV) es la segunda red nacional de televisión de Vietnam con emisiones diarias las 24 horas en siete diferentes canales que utilizan tecnología digital y analógica. La Voz Popular de Ho Chi Minh es la primera cadena radial del sur del país. Los principales canales internacionales llegan a la ciudad a través de dos redes de cableado (SCTV y HTVC), con cerca de 500.000 abonados.

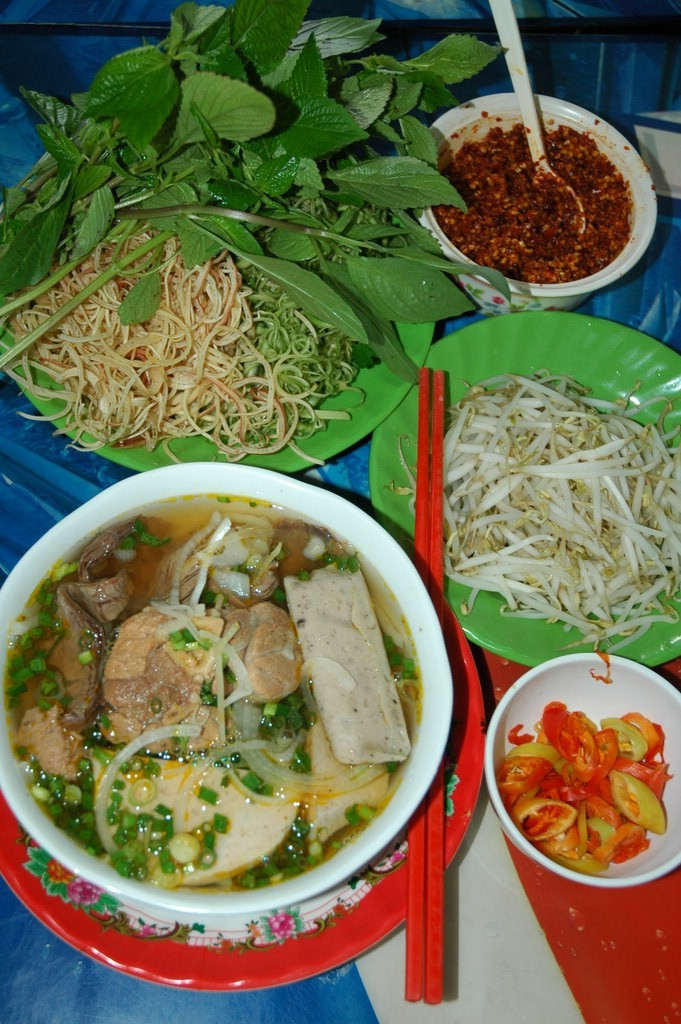
Una comida típica de un restaurante de la ciudad.

La ciudad es sede además de cientos de cines y teatros con funciones que logran mantenerse solamente con la venta de entradas y no requieren del subsidio oficial. La ciudad es sede de compañías privadas de cine en lo cual es la primera en el país.
La ciudad tiene cerca de 1,7 millones de teléfonos fijos y cerca de 6,6 millones de teléfonos móviles en un crecimiento anual del 20%. La conexión ADSL en Internet se expande rápidamente con más de 1.200.000 suscriptores y cerca de 4,5 millones de usuarios frecuentes.[cita requerida]
Existen cientos de editoriales, librerías y una amplia red de bibliotecas públicas y escolares. La Biblioteca General de Ho Chi Minh tiene 1,5 millones de libros y está localizada en un edificio con una hermosa arquitectura.
Los museos más importantes: Museo de Historia, Museo de la Revolución, Museo de la Mujer Sureña, Museo de las Fuerzas Armadas Surorientales, Museo de Bellas Artes, Galería para los restos de la guerra de Vietnam, Casa Museo Nha Rong, Reliquias de los Túneles Subterráneos Ben Duoc, además de múltiples galerías y colecciones de artes privadas.
Detrás del Teatro Municipal se encuentran numerosos lugares de entretenimiento como los teatros Bến Thành y Hòa Bình, el conservatorio musical Lan Anh Music. El parque turístico y cultural Đầm Sen, el parque cultural Suoi Tien y la playa Can Gio Eco, todos estos con una gran afluencia de propios y visitantes.
En la ciudad se encuentra comida internacional de todas partes: desde la comida vietnamita de gran reputación internacional, así como de otros países asiáticos, comida europea y latinoamericana. La cocina tradicional vietnamita tiene fama por buen sabor y bajo precio. La ciudad cuenta con hoteles de todos los rangos, pequeños, medianos, grandes y lujosos hoteles (por ejemplo el Caravelle y el Continental). Un hotel modesto para un turista medio puede costar entre 15 y 30 dólares por noche, especialmente en el Distrito 1, calle Pham Ngu Lao, en el sector conocido como el "Barrio Occidental", porque lo frecuentan turistas occidentales.

## Ciudades hermanadas
- Shanghái, China
- Manila, Filipinas
- San Francisco (California), Estados Unidos
- Osaka, Japón
- Busán, Corea del Sur
- Cantón, China
- Lyon, Francia
- Shenyang, China
- Óblast de Sverdlovsk, Rusia
- Vientián, Laos
- Nom Pen, Camboya
- Moscú, Rusia
- San Petersburgo, Rusia
- Toronto, Canadá
- Yokohama, Japón
- Minsk, Bielorrusia
- Vladivostok, Rusia
- Barcelona, España
- Sevilla, España
- Johannesburgo, Sudáfrica
- Tabriz, Irán